# Тайтузинка
Тайтузинка — река в России, протекает по Знаменскому району Омской области. Устье реки находится в 5 км от устья реки Куяры по правому берегу. Длина реки составляет 10 км.

## Данные водного реестра
По данным государственного водного реестра России относится к Иртышскому бассейновому округу, водохозяйственный участок реки — Иртыш от впадения реки Омь до впадения реки Ишим, без реки Оша, речной подбассейн реки — бассейны притоков Иртыша до впадения Ишима. Речной бассейн реки — Иртыш.

## Топографическая карта
- Лист карты O-43-XX. Масштаб: 1 : 200 000. Указать дату выпуска/состояния местности.